# Fan Yunjie
Fan Yunjie (en chinois : 范運傑) est une footballeuse internationale chinoise née le 29 avril 1972 à Zhengzhou.
Elle est un élément important l'équipe de Chine durant sa carrière.
Elle est nommée 26e meilleure footballeuse du XXe siècle dans la liste publiée par l'IFFHS.

## Biographie

### En club
Fan Yunjie est joueuse du Henan FC durant sa carrière.
Fan évolue aux États-Unis au San Diego Spirit (en) en 2002. Elle est notamment  nommée défenseure de l'année du club

### En sélection
Lors de la Coupe du monde 1995, Fan dispute les six matchs de l'équipe de Chine qui termine quatrième.
En 1996, la Chine remporte la médaille d'argent. Fan dispute les cinq matches dont la finale perdue contre les États-Unis. Elle inscrit un but contre le Danemark lors d'une victoire 5-1 en phase de poules.
Lors de la Coupe du monde 1999, elle prend part à toutes les rencontres. Elle inscrit un but la Norvège en demi-finale (victoire 5-0).
Elle participe également aux Jeux olympiques 2000, à la Coupe du monde 2003 et aux Jeux olympiques 2004.